# El Realejo
El Realejo è un comune del Nicaragua facente parte del dipartimento di Chinandega.